# Cyclohexa-1,2-diène
Pour les articles homonymes, voir Cyclohexadiène.
Le cyclohexa-1,2-diène est un cycloalcène avec une structure instable.
Le cycloalcène est constitué de six atomes de carbone, et huit d'hydrogène. Il pèse 80,130 g par mole,.